# Opius leroyi
Opius leroyi är en stekelart som beskrevs av Fischer 1968. Opius leroyi ingår i släktet Opius och familjen bracksteklar. Inga underarter finns listade i Catalogue of Life.